# Наследници (ТВ серија)
Наследници (енгл. Succession) америчка је телевизијска серија коју је створио Џеси Армстронг за HBO. Серија прати породицу Рој, власнике глобалног медијског конгломерата Waystar RoyCo, и њихову борбу за контролу над предузећем усред неизвесности у вези са здравственим стањем патријарха породице.

## Премиса
Серија прати породицу Рој, власнике глобалног медијског конгломерата Waystar RoyCo са седиштем у Њујорку. У првој сезони серије, породичном патријарху Логану Роју (Брајан Кокс), нагло је погоршано здравље. Његово четворо деце — Конор (Алан Рак), Кендал (Џереми Стронг), Роман (Киран Калкин) и Шив (Сара Снук) — који су на различите начине повезани са предузећем, почињу да се припремају за будућност без свог оца и такмиче се за власт у предузећу.

## Улоге
| Глумац               | Улога            |
| -------------------- | ---------------- |
| Хиам Абас            | Марша Рој        |
| Николас Браун        | Грегори Херш     |
| Брајан Кокс          | Логан Рој        |
| Киран Калкин         | Роман Рој        |
| Питер Фридман        | Френк Вернон     |
| Натали Голд          | Рава Рој         |
| Метју Макфадјен      | Том Вамбганс     |
| Алан Рак             | Конор Рој        |
| Сара Снук            | Шив Рој          |
| Џереми Стронг        | Кендал Рој       |
| Роб Јанг             | Лоренс Ји        |
| Дагмара Домињчик     | Каролина Новотни |
| Аријан Моајед        | Стјуи Хосеини    |
| Џеј Смит Камерон     | Џери Келман      |
| Жистин Лупе          | Вила Фереира     |
| Дејвид Раше          | Карл Малер       |
| Фишер Стивенс        | Хјуго Бејкер     |
| Александер Скарсгорд | Лукас Матсон     |

## Епизоде
| Сезона | Сезона | Епизоде | Епизоде | Оригинално емитовање | Оригинално емитовање | Просечна гледаност (милиони) |
| Сезона | Сезона | Епизоде | Епизоде | Премијера            | Финале               | Просечна гледаност (милиони) |
| ------ | ------ | ------- | ------- | -------------------- | -------------------- | ---------------------------- |
|        | 1.     | 10      | 10      | 3. јун 2018.         | 5. август 2018.      | 0,603                        |
|        | 2.     | 10      | 10      | 11. август 2019.     | 13. октобар 2019.    | 0,597                        |
|        | 3.     | 9       | 9       | 17. октобар 2021.    | 12. децембар 2021.   | 0,553                        |
|        | 4.     | 10      | 10      | 26. март 2023.       | 28. мај 2023.        | 0,705                        |

## Критике и награде
Добила је изузетно позитивне рецензије због свог сценарија, глумачке поставе, музике, режије, продукције и испитивања теме, док је неколико критичара назвало једном од најбољих телевизијских серија свих времена. Такође је освојила мноштво награда, као што је Златни глобус за најбољу ТВ серију (драма) и награда Еми за најбољу драмску серију.